# 2waytraffic
2waytraffic est une société de production télévisuelle basée à Hilversum, aux Pays-Bas .Elle a été créée en 2004 par les anciens dirigeants d'Endemol : Kees Abrahams, Unico Glorie, Taco Ketelaar et Henk Keilman. Il possède actuellement des bureaux à Londres, New York, Budapest, Stockholm et Madrid .
2waytraffic a également produit un certain nombre d'émissions de quiz par téléphone comme Play, Garito et Game On où les téléspectateurs pouvaient appeler un numéro de téléphone premium pour une chance théorique de gagner des prix en espèces.

## Histoire
L'entreprise s'est considérablement développée en 2006 avec trois acquisitions, à commencer par les solutions mobiles    fournisseur Emexus en juin puis le développeur de contenu Intellygents en août. L'acquisition la plus notable a toutefois été celle des droits de la société britannique Celador International et de sa bibliothèque de programmes, y compris l'international Who Wants to Be a Millionaire? franchise, le 1er décembre 2006.
Le 14 mars 2007, Celador International Limited a été relancée sous le nom de 2waytraffic International.

### Ère Sony
Le 4 juin 2008, 2waytraffic a été acquis par 2JS Productions, une filiale de Sony Pictures Entertainment. Le 29 septembre, 2waytraffic est devenu le distributeur des formats de divertissement de SPTI.
Le 1er avril 2009, Sony Pictures Entertainment a consolidé ses sociétés de télévision américaines et internationales sous le toit du SPT, telles que: 2waytraffic, Embassy Row, Starling, Teleset et Lean-M. Sony Pictures Television International fonctionne désormais uniquement en nom.
En avril 2012, il est devenu "Sony Pictures Television International Formats", le logo 2waytraffic étant remplacé au cours des prochaines années par le logo Sony Pictures Television sur les émissions sous licence internationale. Il s'agit actuellement d'une unité au nom exclusif de Sony Pictures Television, avec des droits d'auteur aux formats de 2waytraffic actuellement attribués à CPT Holdings, Inc., l'une des sociétés derrière Sony Pictures Television.

## Entreprises par 2waytraffic

### 2waytraffic International, Sony Pictures Television
Anciennement Celador International, cette société possède, distribue, concède sous licence et gère plus de 200 formats de jeux télévisés tels que Who Wants to Be a Millionaire? aux États-Unis, au Royaume - Uni, en Europe de l'Est et dans les pays nordiques. Après l'acquisition de 2waytrafic par SPE, la filiale internationale est devenue 2waytraffic International, Sony Pictures Television, et dirigée par Ed Louwerse.

### Groupe Emexus
Emexus est une solution mobile    société acquise par 2waytraffic le 13 juin 2006, qui est maintenant 2waytraffic Mobile.

### Intellygents
Intellygents a été créée en 2002 par les anciens employés d'Endemol : Kirsten van Nieuwenhuijzen et Mark van Berkel, et acquise par 2waytraffic le 11 juillet 2006. C'est une entreprise créative en développement pour le divertissement intelligent, avec des formats tels que c'est la question : À prendre ou à laisser ou même Qui veut gagner des millions ? .
En 2010, à la suite de l'acquisition par Sony de 60% de Tuvalu Media, Intellygents a été intégrée à cette société.
En décembre 2013, la direction de Tuvalu s'est associée à la société de financement Karmign pour acquérir la participation de 60% de SPT dans la société. La marque Intellygents avait alors été retirée, bien que ses formats restent à Tuvalu.